# Isländische Badminton-Mannschaftsmeisterschaft 2007
Die Isländische Badminton-Mannschaftsmeisterschaft 2007 fand im Modus „Jeder gegen jeden“ vom 3. bis zum 4. Februar 2007 statt. Meister wurde das Team von Tennis- og Badmintonfélag Reykjavíkur.

## Endstand
| Platz | Team                                          | Punkte | Spiele | G  | U | V  | Spielpunkte |   |    | Sätze |   |    | Bälle |   |      |
| ----- | --------------------------------------------- | ------ | ------ | -- | - | -- | ----------- | - | -- | ----- | - | -- | ----- | - | ---- |
| 1     | Tennis- og Badmintonfélag Reykjavíkur B       | 6      | 3      | 17 | 0 | 7  | 17          | - | 7  | 37    | - | 18 | 1064  | - | 877  |
| 2     | Tennis- og Badmintonfélag Reykjavíkur A       | 4      | 3      | 15 | 0 | 9  | 15          | - | 9  | 31    | - | 23 | 988   | - | 941  |
| 3     | Tennis- og Badmintonfélag Reykjavíkur Öllarar | 2      | 3      | 13 | 0 | 11 | 13          | - | 11 | 32    | - | 27 | 1092  | - | 1085 |
| 4     | ÍA                                            | 0      | 3      | 3  | 0 | 21 | 3           | - | 21 | 13    | - | 45 | 913   | - | 1154 |